# Total Request Live
Total Request Live (ofta förkortat TRL) är ett amerikanskt TV-program på kanalen MTV, där tittarna har röstat fram olika musikvideor på en lista. I programmet visas vilken plats låtarna har hamnat på och så brukar det vara en kändis som gäst i varje avsnitt. Ibland är kändisarna även gästprogramledare. Den 15 september beslutade man att lägga ner programmet efter 10 år och 2 247 avsnitt, det allra sista programmet visades den 16 november 2008.
För närvarande en lokal version av programmet sänds bara i Italien, på MTV.